# Rösjö mosse

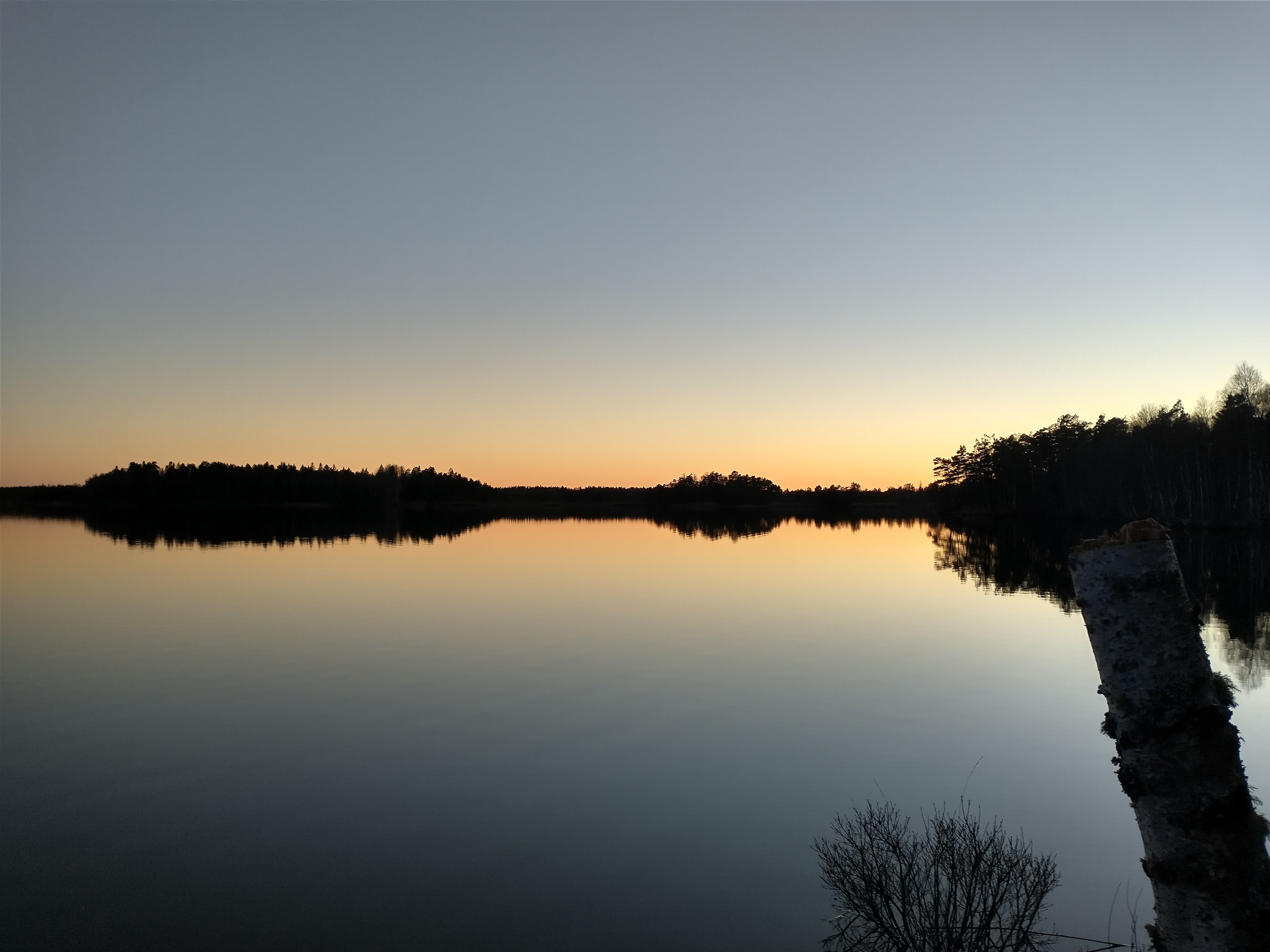
Solnedgång i Röjsö mosse naturreservat

Rösjö mosse är ett naturreservat i Vara, Skara och Falköpings kommuner i Västergötland.
Området avsattes som naturreservat 2010 och är 860 hektar stort, och är Skaraborgs största myrområde. Det består av ett stort våtmarkskomplex som ligger bara några kilometer sydväst om Hornborgasjön.
Inom området finns kärr, sumpskog, mader och Rösjön. Flera fastmarksholmar är bevuxna med tallskog men inslag av ädellövträd. I reservatets södra del växer gamla grova träd av flera slag. Det mesta av skogen har brukats mycket hårt, och på flera ställen är mossen dikad i syfte att få skogen att växa bättre. Detta har bland annat lett till att skogen i söder har tätnat. Hagmarkerna vid Bastöna hembygdsgård ingår också i reservatet. Där bland odlingsrösen växer enstaka lövträd som lind och lönn. Där hittas också rikligt med fällmossa.
En riklig mängd död ved förekommer både som lågor och torrakor av varierande storleksgrad och trädslag. Inom området syns tranor som behöver en ostörd miljö. Där syns även havsörn, storspov, ljungpipare, orre, brushane, sparvuggla och grönbena.
Området ingår i EU:s ekologiska nätverk av skyddade områden, Natura 2000.